# مدرسة سعادت
مدرسة سعادت هي مدرسة تاريخية تعود إلى القاجاريون، وتقع في بوشهر.